# 温无隐
温无隐（?—?），唐朝并州祁县（今山西省祁县）人，禮部尚書、黎孝公温大雅之子。
贞观十五年（641年）为通事舍人，唐太宗遣通事舍人温无隐持玺诏，与西突厥国大臣选择突厥可汗子孙贤能之人，授给他诏书。于是立乙屈利失乙毗可汗之子，为乙毗射匮可汗。唐高宗显庆年间，担任工部侍郎，官至瀛州刺史。

## 子女
- 子：温克让
- 子：温克明
- 子：温晋昌[4]
- 女：晋阳郡君，嫁太中大夫、泗州刺史赵本质[3]。